# Maharal

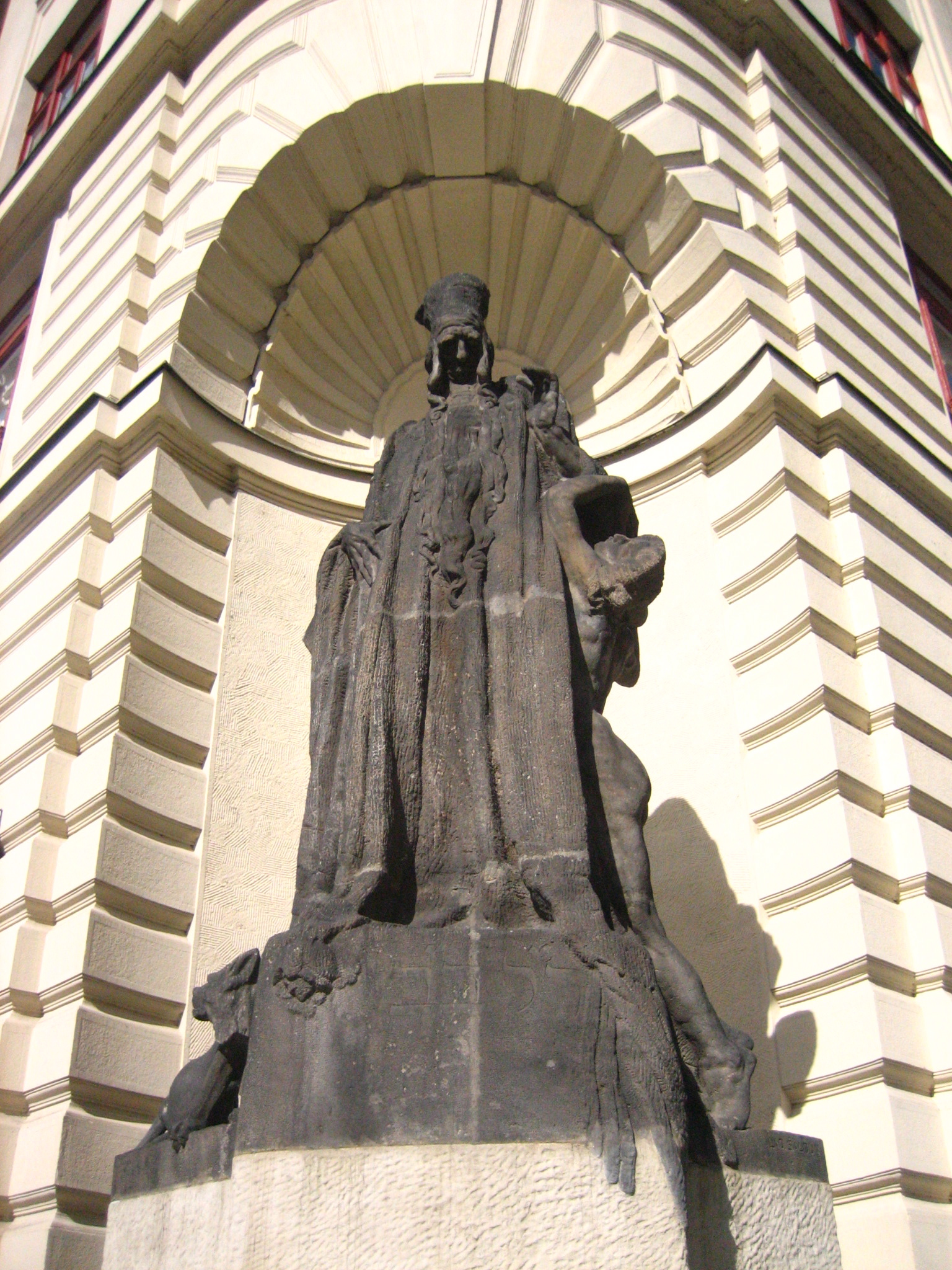
Statue du rabbin Löw sur la façade de l'hôtel de ville de Prague

Juda Lœw ben Bezalel (hébreu : רבי יהודה ליווא בן בצלאל Rabbi Yehouda Levaï ben Betzalel, var. Löw, Lœwe, Löwe) dit le Maharal (hébreu : מהר"ל pour Morenou HaRav Lœw, notre maître le rabbin Lœw), né vers 1520 à Poznań et mort le 17 septembre 1609 à Prague, est un rabbin, talmudiste, mystique et philosophe du XVIe siècle. Il est associé à la ville de Prague.
Né environ vingt ans après l’expulsion des Juifs de la péninsule ibérique et la découverte des Amériques, il est l’auteur d’une œuvre abondante touchant à la plupart des domaines intellectuels de la vie juive, par laquelle il effectue le passage de la pensée juive médiévale à celle de la Renaissance. Il se distingue en outre par une connaissance des sciences profanes de son temps, dont l’astronomie et les mathématiques. Familier de l’empereur Rodolphe II, il fait l’objet de nombreuses histoires et légendes dont la plus connue, apparue ou popularisée au XIXe siècle, lui attribue la création du Golem.

## Biographie

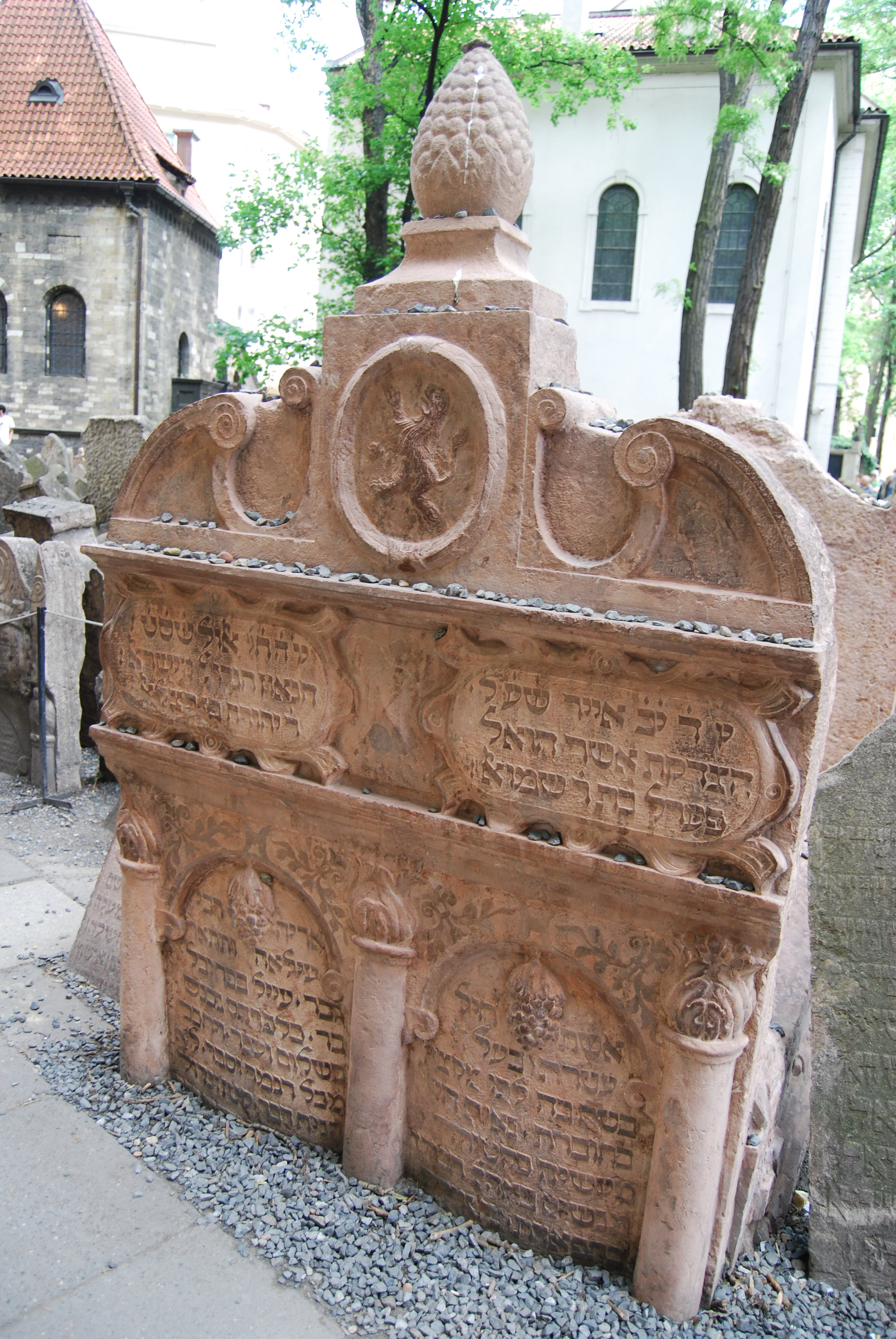
Pierre tombale du Mahral au cimetière de Prague en 2009. Noter les petites pierres posées par des visiteurs de façon rituelle.

Il nait en 1512 ou 1520, selon les sources, à Poznań en royaume de Pologne ou Worms en Saint-Empire. Son père, Bezalel ben Chaim, est le beau-frère du rabbin Yitzhak Klauber de Poznań.
En 1553, il devient grand rabbin de Moravie, à Mikulov. Le rabbin Loew fonde et dirige la yechiva de Prague à partir de 1573 jusqu’en 1584. Il quitte alors Prague jusqu’en 1588. Une entrevue avec l’empereur Rodolphe II est attestée en février 1592, il est alors accompagné de son frère, Sinai, et de son beau-fils, Isaac Cohen. Il quitte à nouveau Prague en 1592 pour devenir grand rabbin de Poznań. Il pose plusieurs fois sa candidature au poste de grand rabbin de Prague, mais n'est élu qu'en 1597, à l'âge de 85 ans. Il y meurt presque centenaire, en 1609, entouré d'une légende de rabbin miraculeux, et est enterré au vieux cimetière juif de Prague.

## Enseignement
Il est versé aussi bien dans les grands textes du judaïsme que dans les sciences profanes, en particulier les mathématiques. Il entretient des liens étroits avec David Gans qui fut son assistant et l'astronome Tycho Brahe. Ce fut à la suite des découvertes de celui-ci qu'il dit la fameuse formule : « En aucun cas la Torah et la science ne peuvent être en conflit, puisque leur domaine n'est pas le même. »
Il fut un grand défenseur de la littérature rabbinique allégorique, le midrash, notamment dans ses livres Beer hagola (« Le Puits de l'exil ») et le Ner Mitsva (« La Lampe du commandement [divin] »). Il est connu pour avoir donné un système complet de compréhension de l’aggada, la partie non-législative du Talmud. Sa méthode, résumée de façon simplifiée, consiste à transcrire les mots de l’aggada sous forme de « concept ». Ce ne sont pas les « paroles des sages » mais des « paroles sages » disait-il.
Le Maharal a révolutionné les méthodes d'enseignement et d'étude dans les yeshivot (instituts talmudiques) en insistant sur l'ordre de l'apprentissage des textes : Torah d'abord, Mishna ensuite, et après seulement Gémara, chacun servant à comprendre le précédent. Il insiste aussi sur l'état d'esprit nécessaire à l'étude qui se doit d'être désintéressée. Son approche n'est autre que la méthode originale d'apprentissage que l'on retrouve dans le Talmud (sources : Tiferet israel, chap. 56, netiv hatorah, gour aryé). Cette méthode se retrouvera chez plusieurs grands penseurs comme le rabbin Samson Raphael Hirsch. Que ce soit d'un point de vue pratique ou méthodique il se caractérise par sa clarté et son intégrité. Il entreprend un immense travail de défense de la Torah orale, notamment dans Beer Hagola, pour rendre aux anciens leurs mérites.

## Le Golem

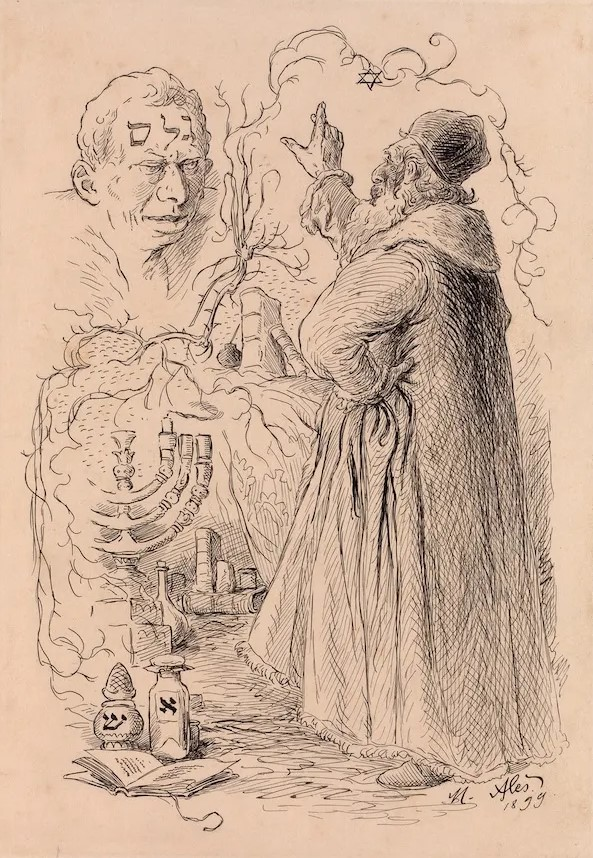
Rabbi Loew et le Golem par Mikoláš Aleš, 1899.

Son nom a été associé à la célèbre légende du Golem, créature humanoïde d'argile qui se meut si l'on lui appose le nom ineffable de Dieu. Selon les uns, il aurait été créé par le Maharal afin de protéger les juifs du ghetto contre les trop nombreux pogroms ou, selon les autres, à la suite des demandes pressantes de son ami Mordekhaï Maisel, fort chagrin de n'avoir pas d'enfant. Soixante ans plus tard, l'histoire fut reprise et popularisée par Yudl Rosenberg. On en trouve des échos dans les contes des frères Grimm, et moins directement dans le Frankenstein de Mary Shelley ou dans le Fantasia de Walt Disney (L'Apprenti sorcier), mais aussi dans La Brigade chimérique.

## Dans la littérature
Le Maharal de Prague apparait dans de nombreuses œuvres littéraires, parmi lesquelles Le Golem  de Gustav Meyrink ou La Nuit sous le pont de pierre, de Leo Perutz, ainsi que Le Kabbaliste de Prague de Marek Halter.

## Œuvres
- Beer Hagola (« Le Puits de l'exil », allusion à Berechit 26:15), la diaspora nous a fait perdre les valeurs essentielles à la compréhension des démarches de nos sages dans la gémara, le Maharal compte donc y remédier.
- Gvourot Hachem (« Les Hauts-faits de l'Éternel »), traité sur la sortie d'Égypte.
- Gour Arié (« Jeune lion », allusion à Berechit 49:9), commentaire entièrement basé sur Rachi de Troyes.
- Tiferet Israel (« Les Splendeurs d'Israël »), traité sur le don de la Torah.
- Ner Mitsva (« le Flambeau du commandement »), commentaire sur certains passages du Livre de Daniel et sur la fête de Hanoucca (traduit et commenté par Benjamin Gross).
- Or H'adach (« La Nouvelle Lumière »), commentaire sur le Livre d'Esther et sur la fête de Pourim.
- Derekh H'aïm (« Le Chemin de la vie »), commentaire sur le traité mishnique Pirke Avot (Maximes des Pères).
- Netzah' Israel (« L'Éternité d'Israël »), traité sur l'historiosophie du peuple juif.
- H'idouché Agadot (« Commentaire sur la Aggada ») commentaire sur les passages d'exégèse herméneutique dont parle la Gémara.
- Nétivot Olam (« Les Sentiers des temps antiques »), traité sur l'éthique juive, et l'amélioration des qualités morales.